# Kulturhuset Birkelundgård
Kulturhuset Birkelundgård er en kulturforening med hjemsted på Birkelundgård i Albertslund Kommune. Foreningen blev stiftet i 2009 og dens formål er:
- at støtte og inspirere Kulturhuset Birkelundgaards kunstneriske og kulturelle aktiviteter og at udbrede kendskabet til Kulturhuset Birkelundgaard både i og udenfor Albertslund Kommune
- at arrangere regelmæssige kulturelle aktiviteter med henblik på at udbrede interessen for kunst og kultur

Af afholdte arrangementer kan nævnes opera-koncerter, historiske foredrag, fotoudstillinger, loppemarkeder, jazz-koncerter, skulpturudstillinger m.m. 